# István Bocskai

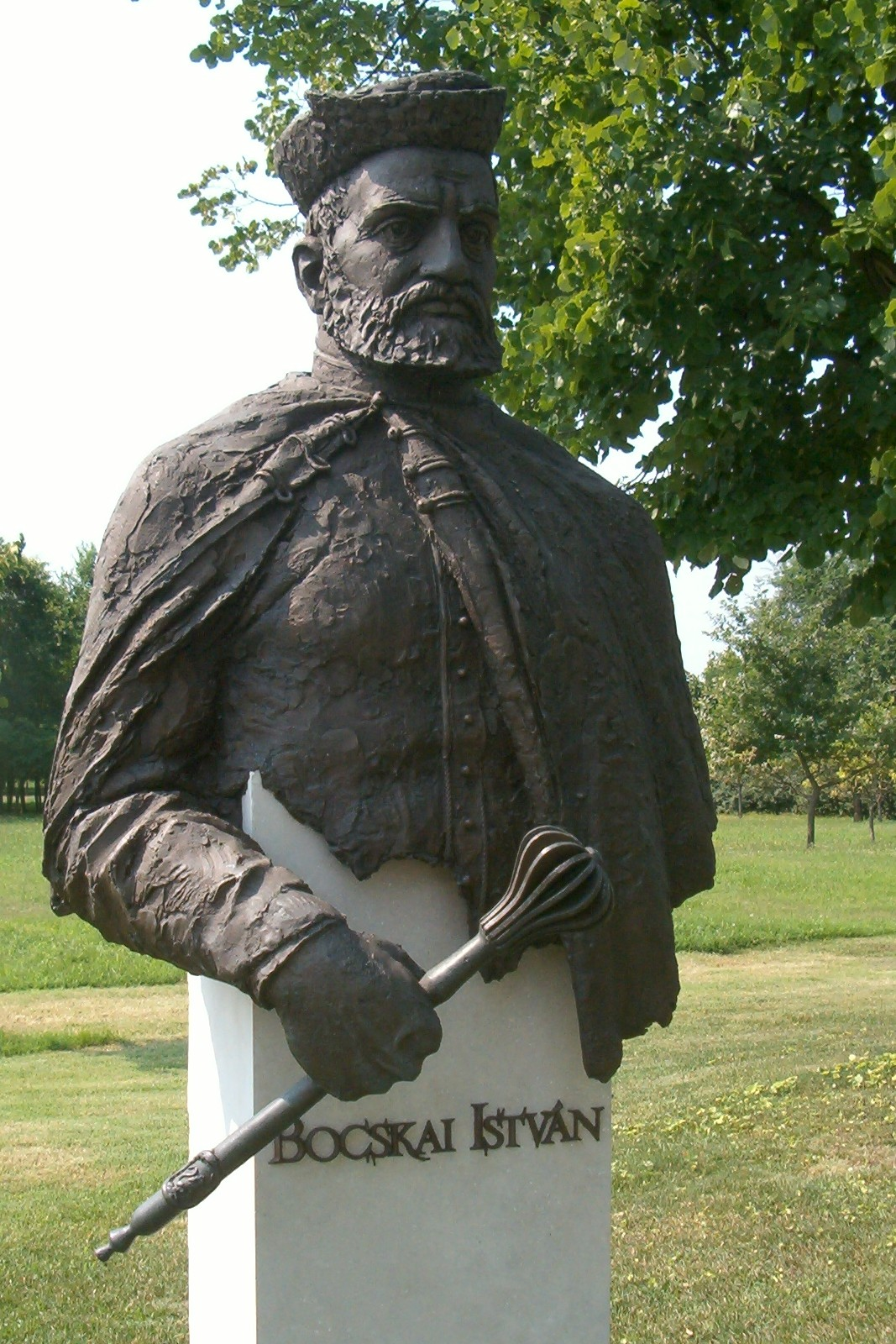
Beeld van István Bocskai

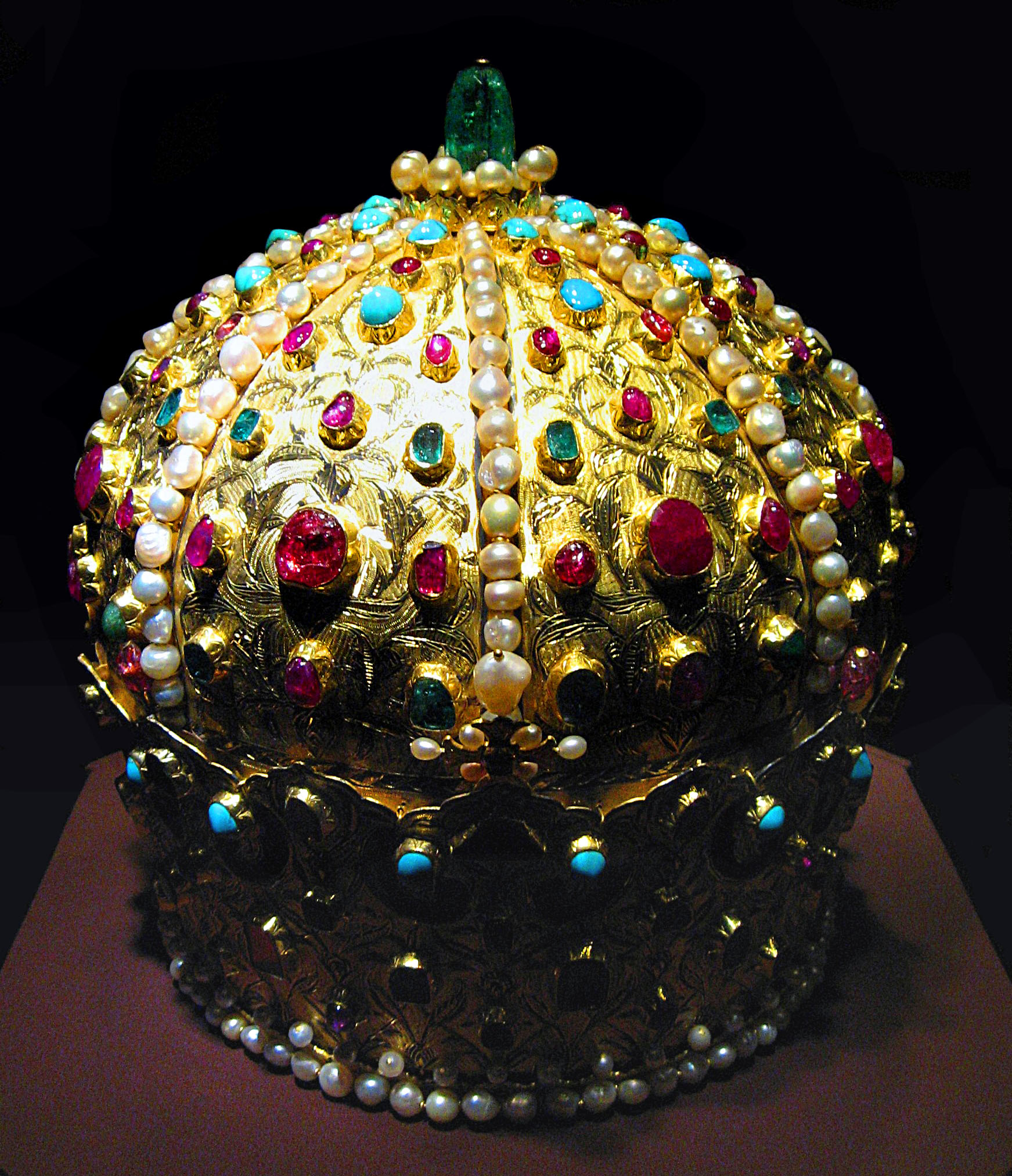
Kroon van Bocskai
Schatzkammer

István Bocskai de Kismarja (Cluj-Napoca, 1 januari 1557 – Košice, 29 december 1606) was een Zevenburgs edelman. Hij was tussen 1604 en 1606 de leider van de anti-Habsburgbeweging in Opper-Hongarije (het huidige Slowakije). Daarnaast was hij kortstondig vorst van Transsylvanië (1606).
Bocskai werd geboren in Kolozsvár (het huidige Cluj-Napoca). Hij was de zoon van György Bocskai en Krisztina Sulyok. Zelf was István het meest vooraanstaande lid van zijn familie. Hij was onder meer de belangrijkste adviseur van Sigismund Báthory, vorst van Transsylvanië van 1581-1599. Het was Bocskai die zijn soeverein de raad gaf om naar een vorm van alliantie met de keizer te evolueren, in plaats van vast te houden aan het Ottomaanse Rijk. Als adviseur voerde Bocskai ook vele diplomatieke diensten voor zijn vorst uit door zijn frequente bezoeken aan Praag en Wenen.
De vijandschap tegenover Bocskai van latere Báthory-vorsten van Transsylvanië, die zijn landerijen in beslag hadden genomen, zorgde ervoor dat Bocskai toenadering  zocht tot het keizerlijk hof in 1599. Door de pogingen van keizer Rudolf II om het Koninklijk Hongarije zijn grondwet en de protestanten hun religieuze vrijheid te ontnemen, vervreemdde Bocskai van zijn bevolking. Dit gebeurde vooral na de verschrikkelijke aanslagen die de keizerlijke generaals Giorgio Basta en Giacomo Belgiojoso tussen 1602 en 1604 aan de Zevenburgse bevolking toebrachten.
Om de onafhankelijkheid van Transsylvanië te garanderen, riep Bocskai de hulp van de Turken in. In 1605, als een soort beloning voor zijn aandeel bij het verdrijven van Basta uit Transsylvanië, verkoos de Hongaarse Landdag hem in Szerencs tot vorst van Transsylvanië. Daarop stuurde de Ottomaanse sultan Ahmed I een speciale gezant naar Bocskai om hem te begroeten en hem een  kroon, getooid met prachtige edelstenen, te overhandigen. Bocskai weigerde de koninklijke waardigheid, maar bleef handig gebruikmaken van de Turkse alliantie.
Om de Hongaarse provincies als onderdeel van de Habsburgse monarchie te behouden, was aartshertog Matthias, los van zijn onstabiele broer Rudolf II, in onderhandelingen getreden met Bocskai. Ze sloten vrede op in het Verdrag van Wenen op 23 juni 1606. De vrede waarborgde alle grondwettelijke en religieuze vrijheden in zowel Transsylvanië als in koninklijk Hongarije. Bocskai werd erkend als prins van Transsylvanië door het Oostenrijkse hof en zo werd het recht van de Transsylvaniërs om hun eigen prinsen te kiezen, officieel erkend. 
Het fort van Tokaj, de graafschappen van Bereg, Szatmár en Ugosca werden op datzelfde moment afgestaan aan Bocskai. Deze bezittingen zouden terugkeren naar Oostenrijk als hij kinderloos zou sterven. Gelijktijdig werd aan de rivier de Zsitava de vrede van Zsitvatorok gesloten met de Ottomanen, wat de Vrede van Wenen bevestigde. Bocskai kon niet lang genieten van zijn politieke overwinning. Enkele maanden later, op 29 december 1606 in Košice, is hij naar verluidt vergiftigd door zijn kanselier Mihály Káthay. Die laatste werd daarop in stukken gehakt op de marktplaats van de stad door de aanhangers van Bocskai.